# 北海道道264号七饭疗养所线
北海道道264号七饭疗养所线（日语：北海道道264号七飯療養所線）是一条位于北海道龟田郡七飯町内的普通道级道路（北海道道）。

## 指定区間
- 起点：北海道龟田郡七飯町字樱町（＝函馆新道 七饭本町IC）
- 終点：北海道龟田郡七飯町本町1丁目（＝JR北海道 七饭站）
- 总長：1.4千米

## 共线区间
- 七飯町本町（国道5号）

## 经过的自治体
- 渡岛综合振兴局
  - 龟田郡七飯町

## 主要连接道路
- 北海道道676号七饭大野线＝本町
- 国道5号＝本町（重複）

## 历史
- 1957年7月25日 路線勘定。（1957年北海道告示第1487号。路線编号为190）
- 1994年10月1日 路線编号变更为264号。（1994年北海道告示第1468号）

该路线的前身为1942年7月9日所勘定的準地方費道146号七飯療養所線。